# Salvador Roquet
Salvador Roquet Pérez (Tierra Blanca, Veracruz, México, 15 de diciembre de 1920 - Ciudad de México, 8 de abril de 1995) fue un médico neumólogo, malariólogo y psiquiatra, egresado de la Universidad Nacional Autónoma de México. Fue terapeuta e investigador pionero en México en el uso de plantas enteógenas y psicodélicos para el tratamiento de padecimientos psicológicos durante la década de los años sesenta.
Su Teoría de la Psicosíntesis plantea que ciertas sustancias psicoactivas llevan al individuo a atravesar una serie de estados mentales que le permiten integrar su ser psíquico. Su trabajo ha sentado precedentes para el tratamiento de padecimientos psicológicos y psiquiátricos a través de enteógenos y psicodélicos.

## Formación

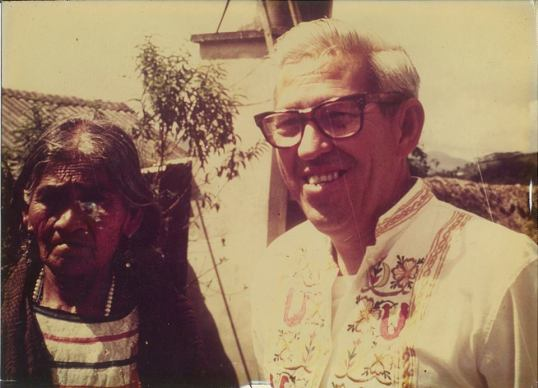
Salvador Roquet con María Sabina.

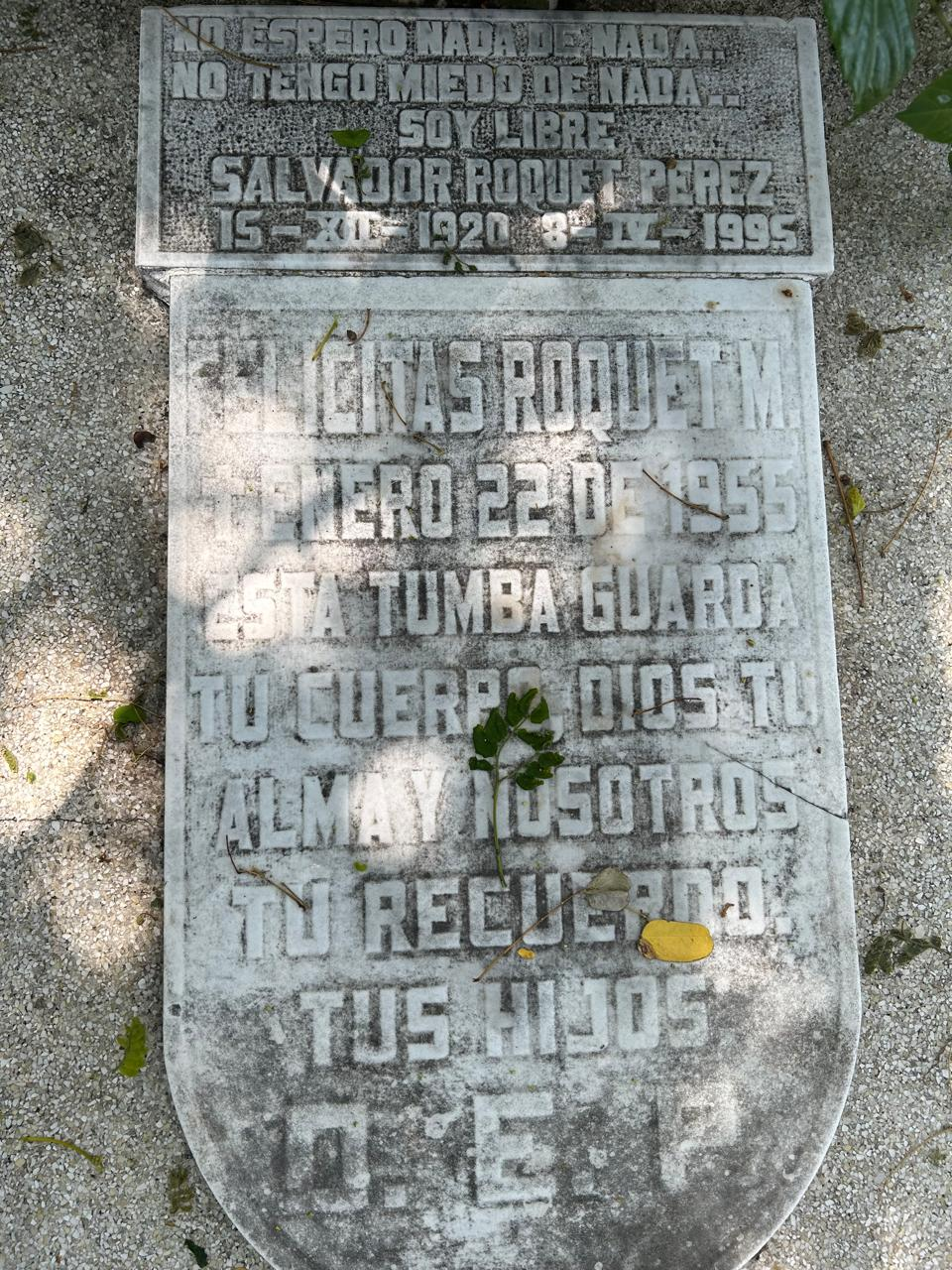
Tumba de Salvador Roquet.

Estudió medicina y una especialidad en cirugía en la Universidad Nacional Autónoma de México. Después realizó una especialidad en salud pública en Maracay, Venezuela en los años cuarenta. Durante los años cincuenta estudió una especialidad en neumología en el Hospital General Dr. Manuel Gea González y trabajó en campañas contra el paludismo en el estado de Tabasco. Más adelante, volvió a la Universidad Nacional Autónoma de México para estudiar una especialidad en psiquiatría, donde y se acercó al estudio psicoanalítico de Erich Fromm.

## Inicio de sus investigaciones
A finales de la década de los años cincuenta, con la invitación de su psicoanalista, se suma como participante de un protocolo de investigación en el que se le administró mescalina sintética. Después de esta experiencia, el Dr. Roquet reportó "haber visto una pintura de Rembrandt en donde él mismo se veía como juzgado y como juez". Tras esta experiencia, inició un trabajo de observación e investigación que años más tarde se convirtió en la Teoría de la Psicosíntesis.

## La Teoría de la Psicosíntesis
Diez años más tarde de su participación en el protocolo de uso de mescalina, el Dr. Roquet inicia su investigación formal con alucinógenos. Realizó trabajo de campo con pueblos indígenas de la Sierra Mazateca de Oaxaca, en donde colaboró con María Sabina. Además, trabajó con rarámuris y wixaritari. A partir de este trabajo de campo, inicia las sesiones terapéuticas de ocho horas en las que administraba a sus pacientes una sustancia psicoactiva. A partir de la observación de estas sesiones es que llega a la Teoría de la Psicosíntesis. Esta teoría postula que plantea que ciertas sustancias psicoactivas permiten al individuo atravesar una serie de estados mentales que le permiten integrar su ser psíquico.

## Acusación y reclusión en Lecumberri
En 1974 fue acusado de delitos contra la salud a partir de la publicación de un artículo en el semanario El Tiempo, en donde el Dr. Roquet planteaba hallazgos de sus investigaciones. Después de un juicio sin precedentes en el que la Suprema Corte de Justicia valoró el trabajo terapéutico de Roquet, éste fue absuelto de los cargos, sin embargo, abandonó el uso de psicodélicos y enteógenos en su trabajo de investigación.